# 屠存仁
屠存仁（1585年—1642年），字君任，號念慈，浙江嘉兴府嘉兴县人。明朝政治人物。

## 生平
萬曆二十八年（1600年）庚子科浙江鄉試舉人，天啓二年（1622年）壬戌科進士。知黟县，迁宁国府教授，天啓七年丁卯（1627）充四川同考官，升国子监助教，迁工部都水司主事，督理徐淮中河，通漕护陵，赈饥掩骼，拯溺无算，剏蜚鸿馆课士。升员外郎、郎中。

## 家族
曾祖屠蘭，贈知縣。祖屠錬，徽州府知事。父屠元冶，赠主事。母沈氏，继母沈氏。娶葛氏。子来胤。
孫屠肃，清顺治五年戊子科举人。